# 巾帼

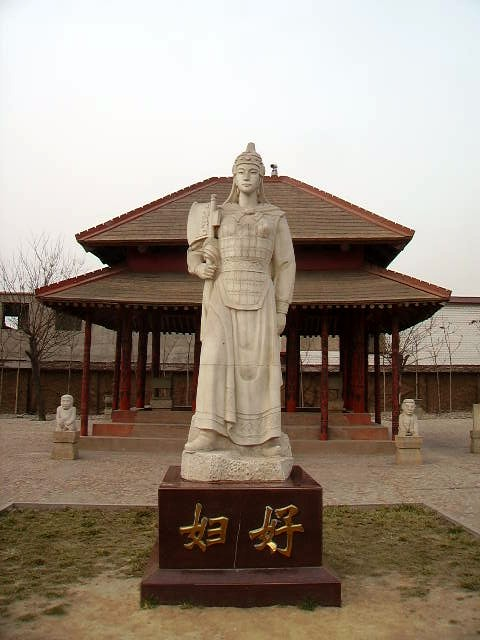
中国第一位女性大将军妇好位於殷墟的雕像

巾帼是一个汉语词汇，是中国古代妇女配戴覆盖头发的头巾和发饰，及其后世用之代称女子 ，与之相反借指男子。

## 相关典故

### 諸葛亮激將司馬懿
三國時期，諸葛亮第六次北伐，與司馬懿對峙渭南，諸葛亮數次向司馬懿發出挑戰書，司馬懿隱忍回避而不出，諸葛亮借此向司馬懿送上婦女的巾幗做出挑釁，意喻司馬懿如同婦人。 司馬懿受到此激將之法，怒而向魏明帝啟奏請兵出戰，明帝下令不許出戰，並派衛尉辛毗持符節制止魏軍。

### 中國巾幗英雄第一人
梁朝冼夫人為南越俚人的女首領，多謀善斷，精於行軍布陣，歷經三朝更迭，被冊封為南梁宋康郡夫人、陳朝石龍太夫人、隋朝譙國夫人，諡誠敬夫人，俚族尊為「聖母」。中華人民共和國成立時期，總理周恩來讚譽冼夫人為「中國巾幗英雄第一人」。